# Aiguille de Quaix
L'aiguille de Quaix se situe sur la commune de Quaix-en-Chartreuse (département de l'Isère) dans le massif de la Chartreuse. C'est un minuscule piton rocheux de calcaire urgonien. Ce sommet se trouve dans le prolongement de la Pinéa vers le sud.
L'accès à la base du piton rocheux se fait par des sentiers faciles mais parfois boueux. L'accès au sommet lui-même peut se faire par le versant Est ou Ouest et demande la maîtrise des techniques d'escalade. Cette escalade est courte (6-7 mètres) et ne présente pas d'intérêt particulier, hormis pour le sommet lui-même.